# General Rosas (1850)
El bergantín General Rosas fue un buque de la Armada Argentina partícipe de las guerras civiles.

## Historia
Fue armado en la ciudad de Corrientes por el gobernador de esa provincia coronel Miguel Virasoro y remitido a Buenos Aires en septiembre de 1850.
Allí fue puesto a las órdenes del general Lucio Mansilla, comandante en jefe provisorio del Departamento del Norte de la Provincia de Buenos Aires, y a cargo de la escuadrilla del Río Paraná estacionada en San Nicolás de los Arroyos.
Fue utilizado para transportar cargamentos de cueros, tabaco, suelas, lana, etc. entre Corrientes y Paraná y entre esta ciudad y Buenos Aires.
No hay mayores registros del bergantín General Rosas posteriores al año 1851.